# Entelopes shelfordi
Entelopes shelfordi là một loài bọ cánh cứng trong họ Cerambycidae.